# Dominique Lars Ziesemer
Dominique Lars Ziesemer (* 23. März 1969 in Polch) ist ein deutscher Fernsehmoderator und freier Autor. Zudem hat er einige Konzepte für Fernsehproduktionen entwickelt. 

## Leben
Dominique Lars Ziesemer studierte in Mainz Publizistik, Politik- und Filmwissenschaft. 1996 erlangte er den Abschluss Magister Artium mit der Studie Gründe für TV-Umschaltverhalten. Schon während des Studiums arbeitete er für den Fernsehlokalsender MYK-TV.
Er volontierte 1998 beim Norddeutschen Rundfunk. Anschließend arbeitete er für N-Joy-Radio und die Satiresendung extra 3. Dort ist er die Stimme der Rubrik Die Sendung mit dem Klaus. Im Jahr 2000 entwickelte er das Quiz Wer hat's gesehen (NDR), von dem 2010 die 100. Folge ausgestrahlt wurde und das er 2003 in einer Folge moderierte, weil Eva Herman abgesagt hatte. 2003 erfand er die Talksendung Talk und Spiele (NDR). Im gleichen Jahr entwickelte er die Sendung Alles Lügen, bei der er erstmals moderierte.
2004 übernahm Ziesemer die Moderation des ARD-Ratgeber-Technik. Laut NDR verließ er diesen im Dezember 2009 wieder, um sich neuen Aufgaben zu widmen. 2005 moderierte er für den NDR sechs Folgen der Sendung „DAS!“, „Unser starker Norden“ zusammen mit Inka Schneider und „Die größten Popsongs des Nordens“ zusammen mit Milka Loff Fernandes. Im gleichen Jahr produzierte er auch die 90-Minuten-Version „Die Kultautos der Deutschen“ zusammen mit Rainer Blank. 2006 entwickelte er das Quiz „Wann war eigentlich?“, das er auch moderierte. Seit 2008 arbeitet er zusätzlich als Dozent für das Medienbüro Hamburg.
2009 war er in der Jury des internationalen Fernsehpreises „Rose d’Or“.